# Birgitta Smiding
Vivi Birgitta Smiding, född 16 januari 1942 i Bromölla, är en svensk  teaterforskare, skådespelare och sångare.

## Biografi
Sin utbildning till skådespelerska och sångerska fick Birgitta Smiding vid musikdramatisk linje på Statens scenskola i Malmö 1963-1966. Under sitt yrkesverksamma liv har hon under tjugofem år varit fast anställd vid Malmö Stadsteater med avbrott för engagemang på andra teatrar. Hon har växlat mellan sång- och talroller; de senare bland annat debuten med Richard Brinsley Sheridans Skandalskolan (1962), Natasja i Gorkijs Natthärbärget (1966), Mariane i Molières Den girige (1967), Läkaren i Vallejos Domare i natten (1982) och Gilchrist i Behans Gisslan (1983). 
Bland musikdramatiska uppgifter kan nämnas titelrollen i Carmen (1986), Lucretia i Benjamin Brittens Våld mot Lucretia (1970), Eliza i My Fair Lady (1972), Welma i Chicago (1977), Ylva i musikalen Röde Orm från Kullen (1978) Ludmila i Animalen (1981), Heather i Leva mitt liv! (1983), Julie La Verne i Teaterbåten (1991) och Mamman i Willy Russells Blodsbröder (1993 - Helsingborgs stadsteater). Smiding har medverkat i krogshower på Berns och Hamburger Börs under 1980-talet, och i folkparkernas sångkavalkader i slutet av 1970-talet och 1980-talet. På Riksteatern har hon även spelat Eliza i My Fair Lady (1973) och gjort stora uppgifter i Shakespeares Två gentlemen från Verona (1974), Can-Can (1982) och Fantomen på Operan (1990). 1989 gjorde hon ett hyllningsprogram till Billie Holiday på Klara Soppteater i Stockholm och på scenen Verkstan i Malmö (1991), kabareten "Elephants never lie" på Musafällan i Malmö och performanceprogrammet "Madame Orlofsky" på Malmö Konsthall (2000). 
Hon har dessutom medverkat i radio och TV och turnerat med Musik i Syd ett antal gånger. 
En milstolpe i karriären var rollen som Tredje damen i Ingmar Bergmans filmatisering av Mozarts Trollflöjten (1974). 
Smiding är äldre syster till friidrottarna Per-Eric Smiding & Per-Owe Smiding.

### Teatervetenskap och författarskap
Birgitta Smiding disputerade i teatervetenskap vid Lunds universitet i december 2006. Hennes avhandling, Den stora mekanismen, bygger på regissören Staffan Valdemar Holms och scenografen Bente Lykke Møllers uppsättning av Vasasagan på Malmö Dramatiska Teater 1998. Utifrån en materialistisk genusläsning gör Smiding en analys med kroppen och rummet som centrala verkningsmedel. Hon hävdar att föreställningen inte bara visar ett påtagligt samarbete mellan dessa båda parametrar, utan att de dessutom ligger till grund för det visuella bildberättande och den teatralitet, som utgör föreställningens mest signifikativa kännetecken.
Hon genomgick Författarskolan vid Lunds Universitet 2012-2014 och skrev självbiografin "När jag blir stor vill jag bli en sån tant som blöder" (Migra förlag) (ISBN 978-91-87867-03-3)

## Filmografi
- 1975 – Trollflöjten
- 1978 – Kvinnoborgen
- 1981 – Operation Leo
- 1995 – Mördare utan ansikte (TV-serie)
- 2016 – Halvvägs till himlen (TV-serie) (gästroll)

## Teater

### Roller (ej komplett)
| År   | Roll       | Produktion                                                                          | Regi                       | Teater                   |
| ---- | ---------- | ----------------------------------------------------------------------------------- | -------------------------- | ------------------------ |
| 1967 |            | Den girige (L'Avare) Molière                                                        | Eva Sköld                  | Malmö stadsteater        |
| 1968 | Hodel      | Spelman på taket (Fiddler on the Roof) Joseph Stein, Jerry Bock och Sheldon Harnick | Pierre Fränckel            | Malmö stadsteater        |
| 1971 |            | Vår i luften (Boeing Boeing) Marc Camoletti                                         | Egon Larsson               | Malmö stadsteater        |
| 1978 | Ylva       | Röde Orm från Kullen Lars Björkman, Pierre Fränckel och Bengt-Arne Wallin           | Pierre Fränckel Conny Borg | Malmö stadsteater        |
| 1985 | Lady Blues | Det var en lördag afton (Torch Song Trilogy) Harvey Fierstein                       | Ronnie Hallgren            | Malmö Stadsteater        |
| 1993 | Modern     | Blodsbröder (Blood Brothers) Willy Russell                                          | Ronny Danielsson           | Helsingborgs stadsteater |